# Bandung Baru (Kaba Wetan)
Bandung Baru is een bestuurslaag in het regentschap Kepahiang van de provincie Bengkulu, Indonesië. Bandung Baru telt 994 inwoners (volkstelling 2010).